# Diepoldsau
Diepoldsau (toponimo tedesco) è un comune svizzero di 6 928 abitanti del Canton San Gallo, nel distretto di Rheintal.

## Geografia fisica

Fotografia aerea del 1949 nella quale è evidente l'antico tracciato del Reno

Il territorio di Diepoldsau si estende nella bassa valle del Reno, su entrambe le sponde del corso attuale del fiume il cui antico tracciato, a est dell'abitato ("curva di Hohenems"), è stato rettificato nel 1910-1923.

## Storia
Il comune politico di Diepoldsau è stato istituito nel 1803 con l'unione delle antiche rhode di Diepoldsau, Schmitter e Widnau, che ne costituirono tre ortsgemeinde; Widnau se ne separò nel 1882-1883, divenendo comune autonomo. Dal 1938 al 1940 Diepoldsau ospitò il centro per rifugiati fondato da Paul Grüninger, giusto tra le nazioni che salvò centinaia di ebrei dall'Olocausto.

## Monumenti e luoghi d'interesse
- Chiesa riformata, eretta nel 1729 e ricostruita nel 1839[3];
- Chiesa parrocchiale cattolica di Sant'Antonio di Padova, eretta nel 1762, ricostruita nel 1878-1878 e rinnovata nel 1977-1978[3];
- Paul-Grüninger-Brücke, ponte intitolato a Paul Grüninger tra Diepoldsau e Hohenems.

## Società

### Evoluzione demografica
L'evoluzione demografica è riportata nella seguente tabella (fino al 1880 con Widnau):
Abitanti censiti

## Infrastrutture e trasporti
Diepoldsau è attraversato dalla strada principale 445; il ponte sospeso sul Reno fu costruito nel 1985.